# Уч
Уч (в верховье — Западный Уч) — река в России, протекает по Пермскому краю. Устье реки находится в 40 км по правому берегу реки Сумыч. Длина реки составляет 21 км.

## Притоки
- 0,8 км: Вежливая (пр)
- 5 км: Восточный Уч (пр)

## Данные водного реестра
По данным государственного водного реестра России относится к Камскому бассейновому округу, водохозяйственный участок реки — Кама от водомерного поста у села Бондюг до города Березники, речной подбассейн реки — бассейны притоков Камы до впадения Белой. Речной бассейн реки — Кама.
Код объекта в государственном водном реестре — 10010100212111100003825.